# عواء جوروا الأحمر
عواء جوروا الأحمر (الاسم العلمي:Alouatta juara) هو نوع من الحيوانات يتبع جنس سعدان العواء من فصيلة السعادين عنكبوتية.